# Micrathena lenca
Micrathena lenca är en spindelart som beskrevs av Levi 1985. Micrathena lenca ingår i släktet Micrathena och familjen hjulspindlar. Inga underarter finns listade i Catalogue of Life.